# Achim Masser
Achim Masser (* 12. Mai 1933 in Nienburg an der Saale; † 4. Oktober 2015) war ein deutscher Germanist.

## Leben
Er studierte Germanistik und skandinavische Philologie an der Humboldt-Universität zu Berlin (Dr. phil. 15. Juli 1959). Von 1955 bis 1960 war er wissenschaftlicher Assistent am Deutschen Wörterbuch (‘Grimm’) bei der Deutschen Akademie der Wissenschaften in Berlin. Von 1960 bis 1968 war er wissenschaftlicher Assistent am Institut für Deutsche Sprache und Literatur der Universität Köln. Nach der Habilitation 1967 in Köln Privatdozent für Germanische Philologie, lehrte er von 1970 bis 2001 als ordentlicher Professor für Ältere deutsche Sprache und Literatur an der Universität Innsbruck. Von 1979 bis 1981 war er Dekan der Geisteswissenschaftlichen Fakultät der Universität Innsbruck. 2001 erfolgte die Emeritierung. Er war korrespondierendes Mitglied der Akademie der Wissenschaften zu Göttingen und erhielt das Österreichische Ehrenkreuz für Wissenschaft und Kunst I. Klasse.
Seine Arbeitsschwerpunkte waren althochdeutsche Sprache und Literatur, religiöse Literatur des deutschen Mittelalters und Literatur des hohen Mittelalters.

## Veröffentlichungen (Auswahl)
- Bibel- und Legendenepik des deutschen Mittelalters (= Grundlagen der Germanistik. Band 19). Berlin 1976, ISBN 3-503-01219-2.
- als Herausgeber: Dat Ewangelium Nicodemi van deme lidende vnses heren Ihesu Christi. Zwei mittelniederdeutsche Fassungen. Berlin 1978, ISBN 3-503-00763-6.
- Zaubersprüche und Segen. In: Reallexikon der deutschen Literaturgeschichte. Band 4, 1984, S. 957–965.
- als Herausgeber mit Alois Wolf: Geistesleben um den Bodensee im frühen Mittelalter. Vorträge eines mediävistischen Symposions vom 30. September bis zum 3. Oktober 1987 auf Schloss Hofen am Bodensee. Freiburg im Breisgau 1989, ISBN 3-89155-077-4.
- Tradition und Wandel. Studien zur Rufnamengebung in Südtirol. Heidelberg 1992 (= Beiträge zur Namenforschung. N.F. Beiheft 34).
- Lateinische und althochdeutsche Glossierungen der Regula Benedicti im 8. und 9. Jahrhundert. Innsbruck 2008, ISBN 978-3-902571-86-1.